# Guido Iuculano
Guido Iuculano (Napoli, 10 ottobre 1977) è uno sceneggiatore italiano due volte candidato al David di Donatello.

## Biografia
Laureato in filosofia e in teologia, nel 2004 si è diplomato in sceneggiatura presso il Centro Sperimentale di Cinematografia.
Nel 2007 ha esordito al cinema con il film Lascia perdere, Johnny!,  scritto con Filippo Gravino e Umberto Contarello per la regia di Fabrizio Bentivoglio.
Per la televisione, ha ideato insieme a Filippo Gravino la serie Vite in fuga (Rai1), ha scritto la prima e la seconda stagione della serie Romulus (Sky) e ha creato con Davide Orsini la serie La legge di Lidia Poët (Netflix).
Per il cinema, ha collaborato con Umberto Contarello al soggetto del film Questione di cuore di Francesca Archibugi, e ha scritto insieme a Gravino e al regista Claudio Cupellini i film Una vita tranquilla, Alaska e La terra dei figli.
È stato candidato due volte al Premio David di Donatello.

## Filmografia parziale

### Cinema
- Lascia perdere, Johnny!, regia di Fabrizio Bentivoglio (2007)
- Questione di cuore, regia di Francesca Archibugi (collaborazione al soggetto) (2009)
- Una vita tranquilla, regia di Claudio Cupellini (2010)
- Alaska, regia di Claudio Cupellini (2015)
- Butterfly, regia di Alessandro Cassigoli e Casey Kauffman[8] (2019)
- La terra dei figli, regia di Claudio Cupellini (2021)

### Televisione
- I liceali – serie TV, 12 episodi (2008-2009)
- Tutto può succedere – serie TV, 42 episodi (2015-2017)
- Vite in fuga – serie TV, 12 episodi (2020)
- Romulus – serie TV, 18 episodi (2020-2022)
- La legge di Lidia Poët – serie TV, 12 episodi (2023-2024)
- Califano - film TV (2024)

## Premi e candidature
- David di Donatello
  - 2011 – candidatura alla migliore sceneggiatura per Una vita tranquilla
  - 2022 – candidatura alla migliore sceneggiatura non originale per La terra dei figli